# Giuliana Farfalla
Giuliana Farfalla, nom de scène de Giuliana Radermacher, née Pascal Radermacher le 23 avril 1996 à Herbolzheim, est une mannequin transgenre allemande.

## Biographie
Farfalla est née à Herbolzheim en Brisgau. Elle a été assignée garçon à la naissance et a reçu à l'âge de 16 ans sa première opération de réattribution sexuelle,,.
Au début de l'année 2017, elle a été candidate à la douzième saison de Germany's Next Top Model, où elle a atteint la onzième place. En janvier 2018, elle fut la première personne trans à apparaitre sur la couverture du magazine Playboy allemand à 21 ans,. Au cours du même mois, elle a participé à la douzième saison de l'émission Ich bin ein Star – Holt mich hier raus,!